# Liolaemus hellmichi
Liolaemus hellmichi este o specie de șopârle din genul Liolaemus, familia Tropiduridae, descrisă de Donoso-barros 1975. A fost clasificată de IUCN ca specie cu risc scăzut. Conform Catalogue of Life specia Liolaemus hellmichi nu are subspecii cunoscute.